# Charles-Émile Cuisin
Ne doit pas être confondu avec Charles Cuisin.
Charles-Émile Cuisin, né le 10 mars 1832 à Paris, ville où il est mort le 23 octobre 1900, est un artiste peintre, dessinateur-botaniste et graveur français.

## Biographie

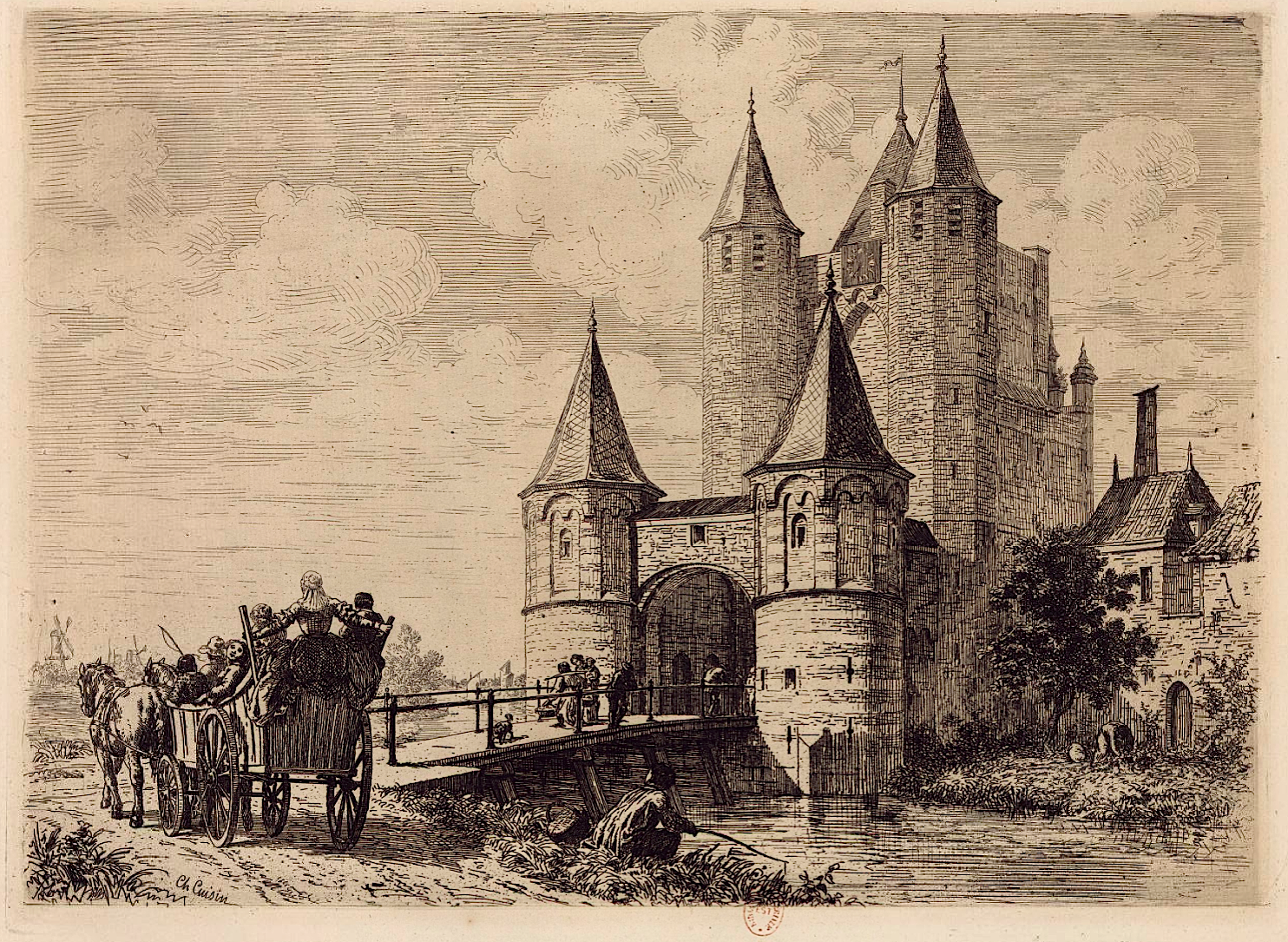
Porte d'Amsterdam à Harlem (eau-forte, 1863).

Charles-Émile Cuisin est né le 10 mars 1832 à Paris.
En 1850, il entre à l'École nationale et spéciale de dessin, de mathématiques, d'architecture et de sculpture d'ornement, appliqués aux arts industriels et obtient le premier prix en dessin de mémoire et en modelé d'après plante vivante. En 1851 il est inscrit aux cours de Lecoq de Boisbaudran où il croise Henri Fantin-Latour, Alphonse Legros, Félix et Guillaume Régamey, Marc-Louis Solon, Charles Verlet, Léon-Auguste Ottin ; ce dernier les réunit chez lui au 31 rue de Beaune ou au café Taranne,. Il compose en 1854 avec ce groupe d'amis un album illustré, conservé au musée du Louvre.
Il se passionne alors pour la botanique. Il devient dessinateur-botaniste qui restera sa spécialité toute sa vie durant. 
Son premier Salon date de 1853, il expose un portrait d'après Raphaël, puis en 1866 et 1868, des paysages, en 1869, Une avenue de bois, et en 1870, Bords de Seine.
Sans doute guidé par Legros, il commence à graver en 1860 ses premières eaux-fortes, pour L'Art au XIXe siècle. L'année suivante il est parmi les premiers membres de la Société des aquafortistes où il donne Porte d'Amsterdam à Harlem (1863). Il se met également à exécuter des chromos jusqu'en 1866, rassemblés en une suite intitulée Promenade en tous pays publiée chez « Antoine Bès et François Dubreuil », galeriste-imprimeur lithographe rue Gît-le-Cœur, qui semble avoir été son marchand pendant plusieurs années.
On connaît de lui une huile sur toile conservée au musée d'Orsay intitulée Nature morte au violon, ainsi qu'une série de vues de Paris, conservées au musée Carnavalet.
Il meurt le 23 octobre 1900 en son domicile dans le 14e arrondissement de Paris, et, est inhumé au cimetière du Montparnasse (10e division). 
Le critique Léonce Bénédite disait de lui qu'il brisa sa carrière de peintre pour se consacrer à la représentation des plantes, et qu'il égalait un « Jean-Charles Cazin, par ses dons providentiels et supérieurement cultivés ».

## Conservation
- Musée Carnavalet (Paris) :
  - Campagne aux environs de Paris, huile sur bois, 1854[11]
  - Vue générale de Paris depuis les Gobelins, huile sur toile, 1864[12]
  - Les bords de la Seine, près du palais de justice, effet de nuit, huile sur toile, 1870[13]
  - Le Pont des Arts, huile sur toile, vers 1870[14]
  - Bateaux amarrés, huile sur toile, vers 1870[15]
  - Effet de nuit sur les bords de la Seine, huile sur toile, vers 1870[16]
  - Toits de Paris, huile sur toile, vers 1870[17]
  - Un pont de bois, huile sur toile, vers 1870[18]
  - Porte de Paris pendant le siège, dessin, 1870-1871[19]
  - Batterie flottante. Chaloupe canonnière, dessin, 1870-1871
  - Au rempart. Mobiles, dessin, 1870-1871
  - Le Pont de la Tournelle, l'Ile Saint-Louis et l'Estacade, vus de l'île Louviers, huile sur toile, 1877, ancienne collection Félix Régamey[20]

## Principaux ouvrages illustrés
- Georges Révoil, Faune et flore des pays Çomalis (Afrique orientale), Paris, Challamel Aîné, 1882.
- E. Cosson et Germain de Saint-Pierre, Atlas de la flore des environs de Paris, 659 figures de grandeur naturelle ou grossies dessinées d'après nature par Germain de Saint-Pierre, A. Riocreux et Ch. Cuisin, Paris, G. Masson, 1882.
- René Zeiller, Description de la flore fossile, Paris, Librairies-imprimeries réunies, 1886.
- Carlo De Stefani, Samos : étude géologique, paléontologique et botanique, 13 planches, Lausanne, G. Bridel [H. Georg], 1891.
- N. Patouillard, Ed. Bonnet et G. Barratte, Champignons, espèces nouvelles, rares ou critiques, 20 planches dessinées d'après nature par Mme B. Herincq, MM. Ch. Cuisin et N. Patouillard, Paris, Imprimerie nationale, 1892-1895.